# The Boy (2016)
The Boy ist ein US-amerikanischer Horrorfilm. Regie führte William Brent Bell. Der Film wurde von STX Entertainment am 22. Januar 2016 veröffentlicht und hatte in Deutschland seine Premiere am 14. Februar 2016.

## Handlung
Die junge Greta Evans aus Montana tritt in Großbritannien eine befristete Stelle als Kindermädchen bei Mr. und Mrs. Heelshires an, einem reichen, älteren Ehepaar. Greta wohnt in deren riesigen Herrenhaus, während die Heelshires in den Urlaub fahren. Ihr Sohn Brahms, der im Haus bleiben und für den sie sorgen soll, erweist sich zu Gretas Überraschung als lebensgroße Porzellanpuppe, die von den Eltern wie ein lebendes Kind behandelt wird, was sie auch von Greta erwarten. Beim Aufbruch übergeben die Eltern Greta eine Liste mit Regeln, die sie exakt befolgen soll, da Brahms „kein Kind wie alle anderen“ sei. Zunächst ignoriert Greta diese Regeln und genießt ihr gutbezahltes, freies Leben. Sie freundet sich mit dem netten Lieferanten Malcolm an und erfährt von ihm, dass die Familie tatsächlich einen Sohn namens „Brahms“ hatte, der 20 Jahre zuvor, im Alter von nur acht Jahren, bei einem Brand ums Leben gekommen sei.
Doch weil Greta ihre Pflichten vernachlässigt, geschehen seltsame Dinge im Haus: Sie hört ein Kind schluchzen, die Brahms-Puppe verschwindet in unbeobachteten Momenten und taucht woanders wieder auf, persönliche Gegenstände von Greta verschwinden, sogar Haare werden ihr büschelweise abgeschnitten und Telefonate werden geräuschvoll unterbrochen. Als sie sich für einen Abend mit Malcolm zurechtmacht, wird sie auf den Dachboden gelockt und dort über Nacht eingesperrt. Andererseits wird ihr auch der eine oder andere Gefallen getan, allerdings mit der Ermahnung, sich unbedingt an die Regeln zu halten. Schließlich ist Greta überzeugt, dass Brahms’ Geist in der Porzellanpuppe weiterlebt, und sie kümmert sich ebenso hingebungsvoll um sie, wie die Heelshires.
Diese schicken derweil einen Abschiedsbrief an ihren Sohn, ehe sie sich gemeinsam in einem See ertränken. In diesem Brief, den Greta zunächst nicht zu sehen bekommt, teilen sie ihm mit, sie hätten es nicht mehr ausgehalten, aber Greta gehöre jetzt ihm. Greta vertraut sich Malcolm an und überzeugt ihn davon, dass die Puppe ein Eigenleben führt. Beunruhigt klärt Malcolm sie darüber auf, dass vor 20 Jahren Brahms’ Spielgefährtin Emily erschlagen aufgefunden wurde, kurz bevor das Haus in Flammen aufging und Brahms in dem Feuer umkam. Trotz der immer beklemmenderen Atmosphäre weigert sich Greta, Brahms zu verlassen. Sie hat bereits nach Misshandlung durch ihren gewalttätigen und herrschsüchtigen Ex-Partner Cole eine Fehlgeburt erlitten und weiß, wie es sich anfühlt, ein Kind zu verlieren. Ihre Reise nach England sollte ihr Abstand zu Cole geben, der ihr jedoch weiterhin nachstellt und schließlich gar ihre Adresse herausfindet.
Cole erscheint eines Abends im Haus und fordert Greta auf, mit ihm zurückzureisen. Er akzeptiert ihre Weigerung nicht und betrachtet sie offenbar weiterhin als Eigentum, über das er verfügen kann. Greta bittet erst Malcolm und dann Brahms um Hilfe. Als Cole nachts aufwacht und eine mit Blut geschriebene Aufforderung zu verschwinden entdeckt, deutet Greta an, das habe Brahms geschrieben. Cole bekommt einen Wutanfall, in dem er zu Gretas Entsetzen die Brahms-Puppe zertrümmert. Da zerspringt ein großer Spiegel im Foyer und ein ungewöhnlich großer, erwachsener Mann mit Porzellanmaske steigt heraus: der echte Brahms. Er tötet Cole mit einer Scherbe der zerbrochenen Puppe und verfolgt dann Greta und Malcolm durch das ganze Haus. Sie flüchten schließlich auf den Dachboden, wo sie Brahms’ Unterschlupf entdecken, dabei auch den Abschiedsbrief seiner Eltern. Auf dem Bett liegt eine Strohpuppe, die Gretas Kleid, Schmuck und Haare trägt. Auf der weiteren Flucht entdecken sie eine Tür nach außen; während Greta sie zu öffnen versucht, wird Malcolm von Brahms niedergeschlagen.
Wegen seines Riesenwuchses und Jähzorns wurde Brahms von seinen Eltern hinter bzw. in den Wänden des Hauses versteckt gehalten, von wo aus er auch Greta beobachtet und ausspioniert hat. Anscheinend hatte Brahms im Alter von acht Jahren Emily in einem Wutanfall erschlagen und der Brand wurde von seinen Eltern inszeniert, um weitere Ermittlungen der Polizei zu unterbinden. Die Puppe als allgemein sichtbare Inkarnation des angeblich toten Jungen diente dann als emotionales Bindeglied: der lebende Brahms erlebte den Umgang seiner Eltern mit der Puppe als persönlichen Umgang mit ihm selbst. Für seine Gefangenschaft terrorisierte er seine Eltern, bis sie es nicht mehr aushielten und ihm ein Kindermädchen als „Ersatzopfer“ anboten.
Greta entkommt zunächst, doch sie kehrt um, weil sie nicht ohne Malcolm gehen will. Sie zeigt sich dem lebenden Brahms gegenüber reumütig, beruhigt ihn und schickt ihn wie üblich zu Bett. Beim Gute-Nacht-Kuss versucht er, Greta auf sein Bett zu zerren, doch Greta rammt ihm einen heimlich eingesteckten Schraubenzieher in den Bauch. Brahms schleudert sie gegen die Wand und versucht sie zu erwürgen, doch ein zweiter Stich mit dem Schraubenzieher macht ihn kampfunfähig. Greta und Malcolm verlassen das Haus.
In der Schlussszene setzt eine Hand die Scherben der Porzellanpuppe wieder zusammen.

## Sonstiges
Im Flur des Hauses hängt ein Porträt von Johannes Brahms, seine Büste ziert das Musikzimmer, und Brahms’ Wiegenlied klingt unheilvoll an.

## Kritiken
The Boy erhielt bei epd Film nur zwei von fünf möglichen Sternen:

„Für eine Weile entwickeln auch diese Szenen nächtlicher Geräusche und gruseliger Schattengestalten eine angenehm altmodische Schaueratmosphäre. Nur gelingt es Drehbuch und Regie nicht, aus der Grundidee eine interessante Geschichte zu entwickeln. […] Durch die immer gleichen Spannungsmomente funktioniert »THE BOY« nicht einmal richtig als schlichter Gruselspaß. Die Erzählung verliert sich in immer konstruierteren Wendungen sowie zunehmend enervierenden Klassikerzitaten […], ohne dass mehr daraus entstünde als eine Sammlung geklauter Ideen. Vor 60 Jahren hätte »THE BOY« als trashiger B-Horror das Zeug zum Autokinoklassiker gehabt. Heute nennt man so was »Direct to DVD«-Ware.“

## Fortsetzung
Im Oktober 2018 wurde die Produktion einer Fortsetzung angekündigt, die ab Januar 2019 gedreht wurde. Die Hauptrolle spielt darin Katie Holmes. Regie führt wieder William Brent Bell. Brahms: The Boy II erschien am 21. Februar 2020 in den Kinos.